# Ольховський Борис Іванович
Ольховський Борис Іванович (нар. 27 грудня 1936, м. Валки, Харківської області — пом. 2010 — український юрист, кандидат юридичних наук, заслужений юрист України (1996). професор (1998) кафедри конституційного права Національної юридичної академії України ім. Ярослава Мудрого.

## Життєпис
Осв. Харків. юрид. ін-т, (1958–1962), правознавець; Київ. ін-т нар. госп., ф-т економіки та планування нар. госп. (1970); канд. дис. «Статус соціалістичного трудового колективу» (1975).
04.2002 — канд. в нар. деп. України, виб. окр. № 181, Харків. обл., самовисування. За 2,75%, 6 місце з 8 прет. На час виборів: професор Національної юридичної академії імені України Ярослава Мудрого, б/п.
03.1998 — канд. в нар. деп. України, виб. окр. № 180, Харків. обл. З'яв. 72,7%, за 0,6%, 17 місце з 22 прет. На час виборів: нар. деп. України.
Народний депутат України 2-го склик. з 04.1994 (2-й тур) до 04.1998, Валківський виб. окр. № 388, Харків. обл., висун. виборцями. Заступник голови Комітету з питань державного будівництва, діяльності рад і самоврядування. Член депутатської групи «Незалежні». На час виборів: Укр. юрид. акад., доц.
По закінченні Валківської середньої школи і гірничотехнічного училища — електрослюсар шахти Мосбасу, служив на Північному флоті. 1958 — поступив до Харківського юридичного інституту. По закінченні — правоохоронні і партійні органи Запорізької області. 1970 — заочно закінчив Київський інститут народного господарства. З 05.1974 — асистент, старший викладач, доцент, професор, керівник факультету підвищення кваліфікації працівників радянських органів Харківського юридичного інституту (Національна юридична акададемічя України імені Ярослава Мудрого).
Автор (співавтор) близько 60 наукових робіт.
одружений; має дочку і сина.

## Джерело
- Довідка